# Aleksandar Bošković
Aleksandar Bošković , né le 5 juin 1962, est titulaire  d'une maîtrise en anthropologie (M.A.) de l'Université Tulane, Nouvelle-Orléans, LA (États-Unis), d'un doctorat en anthropologie sociale de l'Université de St Andrews (Écosse, Royaume-Uni) et est membre de la RAI. Depuis le 1er octobre 2019, il est le Directeur de recherche à l'Institut d'archéologie de Belgrade et (à partir de 2023) professeur titulaire invité d'anthropologie sociale à l'UFRN de Natal (Brésil). À enseigné auparavant à l'université Jagellonne de Cracovie (Pologne) et à l'Université de Belgrade ; Faculté des Sciences Appliquées, UDG (Monténégro), Faculté des Sciences Sociales, Université de Ljubljana (Slovénie) ; Université de Brasilia (Brésil) ; Université Rhodes à Grahamstown (Afrique du Sud) ; Université du Witwatersrand (Johannesburg, Afrique du Sud) ; et Université de St. Andrews. Entre 2013 et 2018, Bošković a été vice-président de la Commission d'anthropologie théorique (COTA) de l'IUAES et membre du Conseil des commissions. Au cours des dix dernières années, il a reçu des bourses de l'Institut d'Études Avancées du Collegium de Lyon (France), de l'Université d'Aberdeen (Écosse, Royaume-Uni), ainsi que du DAAD et de l'Institut Max Planck d'anthropologie sociale (Allemagne). Il est actuellement Fellow ULAM à l'Université Jagellonne de Cracovie (Pologne).
Bošković est cofondateur du réseau d'histoire de l'anthropologie de l'AESA (avec Han Vermeulen – les deux ont présidé le réseau jusqu'en 2018) et a été rédacteur en chef de Anthropologies des autres (Other People's Anthropologies - publié par Berghahn Books, 2008) et The Anthropological Field on the Margins of Europe (LIT Verlag, 2013 – co-éditeur, avec Chris Hann). Il est éditeur de séries de livres « Anthropology's Ancestors », publiée par Berghahn et co-éditeur du Journal anthropologique des cultures européennes. Parmi ses intérêts de recherche figurent la rationalité, l'histoire et la théorie de l'anthropologie, la psychanalyse, les mythes et la religion, la sémiotique, l'ethnicité et le nationalisme, ainsi que le genre.

## Études
Né à Zemun, Yougoslavie, Aleksandar Bošković a étudié la philosophie à l'Université de Belgrade entre 1982 et 1990. Au cours de ses études, Bošković s'intéressait principalement aux travaux du Ernst Cassirer (1874-1945), en particulier à sa conception du mythe. Durant ses études, il « découvrit » également le philosophe Paul Feyerabend (1924-1994), qui s'est avéré être une influence durable. Ces dernières années, il a écrit occasionnellement pour le magazine libérale, Novi magazin.
Les premières publications d'Aleksandar Bošković ont été influencées par l'intérêt pour l'étude des mythes et de la religion, notamment à travers les perspectives offertes par Joseph Campbell (1904-1987) et Mircea Eliade (1907-1986). Plus récemment, il a revisité certains des travaux antérieurs sur les mythes, dans un livre édité en serbo-croate, avec certains des articles classiques de Joseph Campbell, Beatriz de la Fuente, David Grove, Mircea Eliade, David L. Miller, Milan Vukomanovic et Alan Watts.

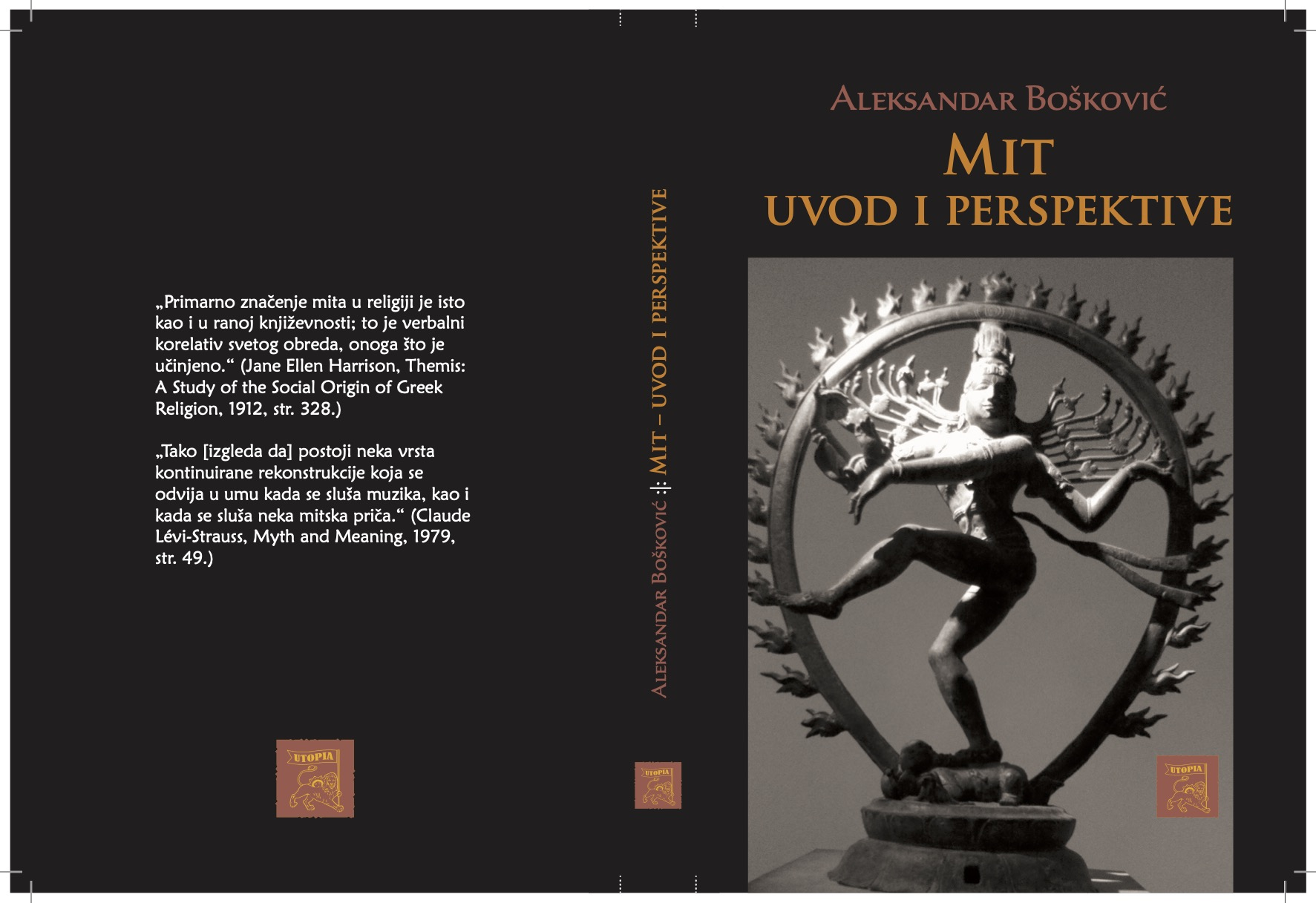
Mythe : introduction et perspectives (Utopia, Belgrade, 2021)

Ses premiers textes se concentraient sur les anciennes religions mésoaméricaines (en particulier mayas et mexica/ aztèques ). En 1990, Bošković est allé à l'Université Tulane à la Nouvelle-Orléans pour étudier l'anthropologie avec Munro S. Edmonson [1924-2002]. Le travail de terrain effectué au Guatemala en 1991 a été inspiré par l'intérêt porté à la céramique maya classique. Il continue cependant à rédiger occasionnellement des critiques d'ouvrages sur ce sujet, notamment pour la revue Anthropos. L'intérêt pour la Méso-Amérique a été revisité dans un livre publié par Archaeopress en 2017, Mesoamerican Religions and Archaeology.

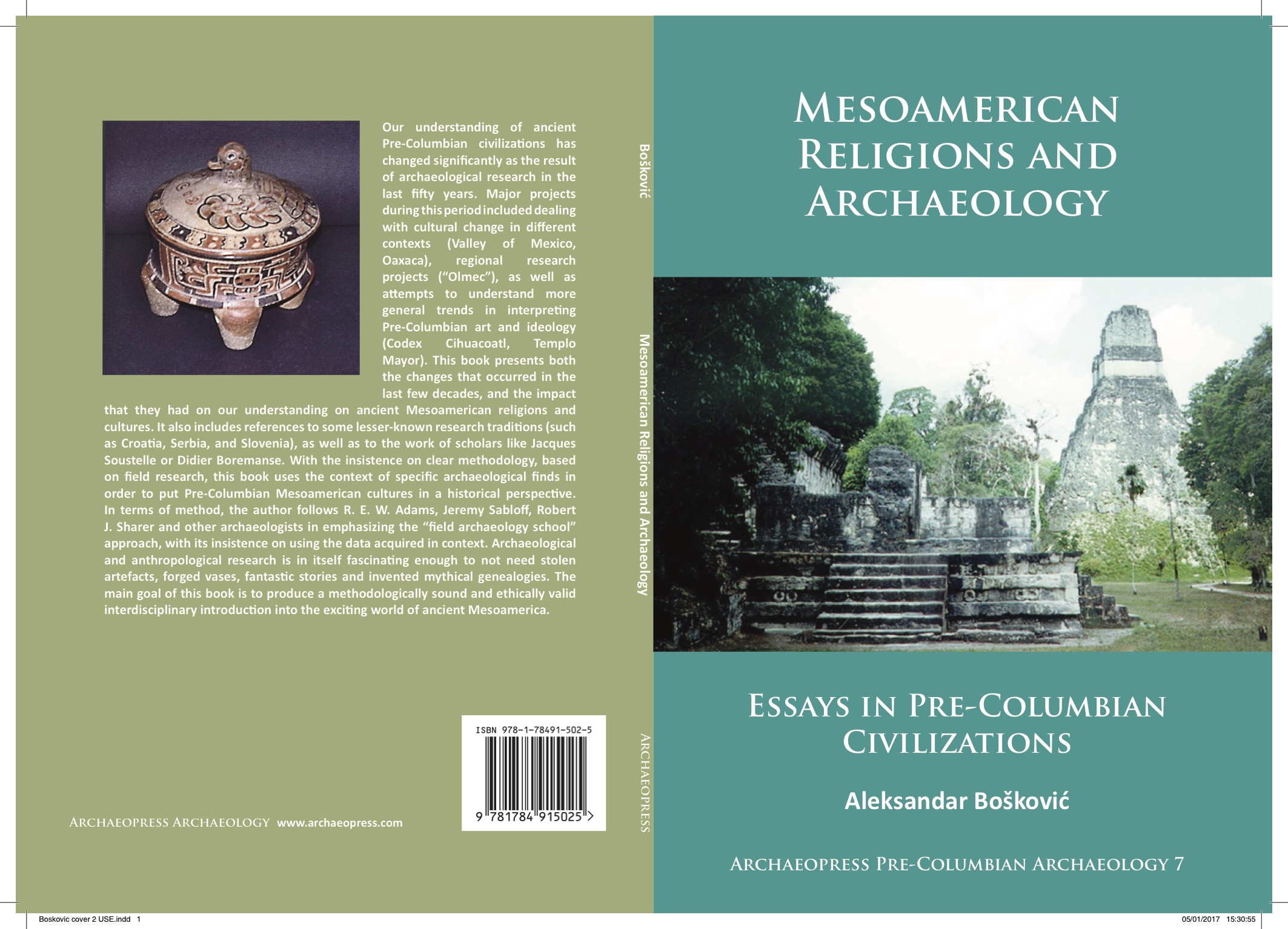
Religions mésoaméricaines et archéologie (Archaeopress, 2017).

Bošković a soutenu sa thèse de maîtrise (supervisée par Munro S. Edmonson ), « William Robertson Smith and the Anthropological Study of Myth », à l'Université de Tulane en avril 1993. William Robertson Smith est resté une partie de son intérêt, présent dans ses cours sur les mythes et la religion, culminant dans la récente biographie anthropologique, publiée par Berghahn Books.
En 1993, il arrive en Écosse à l'Université de St Andrews. Cela était motivé par son intérêt pour l'anthropologie interprétative à laquelle il est parvenu sous l'influence de Clifford Geertz (1926-2006). À St. Andrews, il fut d'abord supervisé par Ladislav Holy (1933-1997). Holy s'est avéré avoir une influence majeure, avec sa version de l'individualisme méthodologique. À la suite de la maladie de Holy, Bošković a été supervisé par Nigel J. Rapport, et a défendu son doctorat. thèse (Construire le genre dans l'anthropologie contemporaine ) le 1er novembre 1996. La partie ethnographique de la thèse s'est concentrée sur les groupes féministes en Slovénie. Sur le plan méthodologique, certaines des conclusions ont été influencées par l'approche interprétative critique de Ladislav Holy, ainsi que par l'anthropologie du genre de Marilyn Strathern et Henrietta L. Moore (en considérant en particulier le genre comme une construction sociale et culturelle).
À St Andrews, Bošković a également rencontré un brillant linguiste du Département d'anthropologie sociale, Sándor GJ Hervey (1942-1997) et a lu les éditions critiques du Cours de linguistique générale de Ferdinand de Saussure (1857-1913). Le concept de signe linguistique de Saussure s'est également avéré avoir une influence majeure dans son œuvre.

## Carrière académique
Bošković a enseigné son premier cours académique à l'Université de St Andrews pendant la session de Martinmas de 1994 ("Civilisations précolombiennes mésoaméricaines", au niveau spécialisé). Il a commencé à enseigner à la Faculté des sciences sociales de l'Université de Ljubljana en 2000 au programme de troisième cycle. Cependant, son expérience d'enseignement la plus importante a eu lieu après avoir rejoint le Département d'anthropologie de l'Université de Brasilia, où il a été influencé par le concept d'une anthropologie structurée horizontalement de Mariza Peirano et de Roberto Cardoso de Oliveira (1928-2006). (Cela influencera plus tard son intérêt pour les « anthropologies mondiales ». )
En février 2001, Bošković a rejoint l'Université du Witwatersrand ( Johannesbourg, Afrique du Sud ) grâce à une bourse de recherche postdoctorale. Là, il a enseigné des cours sur la religion, les mythes et l'ethnicité . À Johannesburg, il a eu la chance de rencontrer (et d'avoir l'occasion de discuter d'anthropologie avec) WD Hammond-Tooke (1926-2004), le dernier des grands anthropologues sud-africains du XXe siècle. En 2003, Bošković a été embauché comme maître de conférences au Département d'anthropologie de l'Université de Rhodes, un département que Hammond-Tooke a contribué à créer dans les années 1960. À Rhodes, Bošković a développé ses intérêts pour l'histoire et la théorie de l'anthropologie. Ce département offrait un cadre académique brillant, avec des collègues comme Chris de Wet, Robin Palmer, Penny Bernard, entre autres. De plus, son intérêt pour l’histoire et la théorie de l’anthropologie lui a valu la publication de plusieurs livres. Certains de ces aspects de ses intérêts dans l'étude de l'ethnicité et du nationalisme ont été abordés lors de son séjour à l'Université d'Oslo en 2007, à la suite de l'invitation d'un ami et collègue, Thomas Hylland Eriksen,.
En 2012, le Sénat de l'Université de Belgrade l'a élu professeur titulaire et il a enseigné à temps plein dans le département du 1er janvier 2013 au 3 février 2022. Il a également été embauché comme professeur d'anthropologie à l' Université de Donja Gorica au Monténégro. Entre 2003 et 2019, Aleksandar Bošković a travaillé à l'Institut des sciences sociales de Belgrade, où il a été (de mai 2009 à février 2017) directeur du Centre d'études politiques et de recherche sur l'opinion publique. Depuis le 1er octobre 2019, Bošković est chercheur principal (« naučni savetnik ») à l'Institut archéologique de Belgrade, avec le projet Viminacium.

## Travail avec les organisations de défense des droits de l'homme
Depuis sa jeunesse opposé à toutes formes de systèmes totalitaires, Aleksandar Bošković a lutté activement contre le nationalisme et la guerre. À partir de 1996, ilétait membre du Cercle de Belgrade, une « Association d'intellectuels indépendants » opposée aux politiques nationalistes du gouvernement serbe et dont les membres comprenaient le philosophe Miladin Životić (1930-1997) et l'écrivain Radomir Konstantinović (1928-2011).
En 2006, Aleksandar Bošković a brièvement travaillé comme directeur de programme (chargé de la justice transitionnelle ) au Centre de droit humanitaire de Belgrade. Bošković a également travaillé pour le PNUD à Belgrade sur plusieurs contrats à court terme, toujours sur des sujets liés à la justice transitionnelle. Tout au long de cette période, il a critiqué ouvertement le nationalisme, ainsi que toutes les autres pratiques et tendances totalitaires et discriminatoires au sein de la société serbe. Au milieu des années 1990, Bošković a utilisé le concept alors émergent de réalité virtuelle pour désigner la manière dont les élites politiques de Serbie comprenaient la réalité et le monde parmi elles. Plusieurs de ses articles sur ce sujet ont été publiés dans la Revue canadienne de théorie politique et largement lus. La suggestion faite dans ses écrits était que les observateurs et diplomates étrangers essayant de communiquer avec les dirigeants serbes auraient beaucoup plus de succès s'ils étaient conscients du concept de réalité virtuelle, car la réalité à laquelle croyaient les dirigeants politiques locaux n'avait aucun lien avec ce que est ordinaire considéré comme réel.
À la suite de son intérêt pour la psychanalyse, Bošković a utilisé le concept d'« état d'esprit fasciste » de Christopher Bollas pour élaborer sur la situation politique et sociale en Serbie, dans un essai publié dans le Novi Magazin de Belgrade, le 15. juin 2017. Il a également commenté l'omniprésence du racisme dans la société serbe et le fait qu'il s'agit d'un sujet qui n'est jamais abordé en Serbie.
En réfléchissant aux implications plus larges du pouvoir de persuasion de la pensée et des idées d’inspiration nationaliste, Aleksandar Bošković a organisé une table ronde consacrée à Benedict Anderson (1936-2015), à l’Institut des sciences sociales de Belgrade. Cela était dû au moins en partie à l'influence de Bruce Kapferer.
En lien avec l'attitude politique qui présuppose le rejet de toutes les formes de discrimination et d'intolérance, et dans le prolongement de ses recherches sur le genre pour sa thèse de doctorat, Bošković a également contribué à une entrée « Images de genre et de sexualité en Afrique australe » pour l'Encyclopédie Wiley Blackwell. of Gender and Sexuality Studies, ainsi que (avec sa collègue de l'Institut des sciences sociales, Suzana Ignjatović) sur « L'égalité des sexes en Serbie »,.

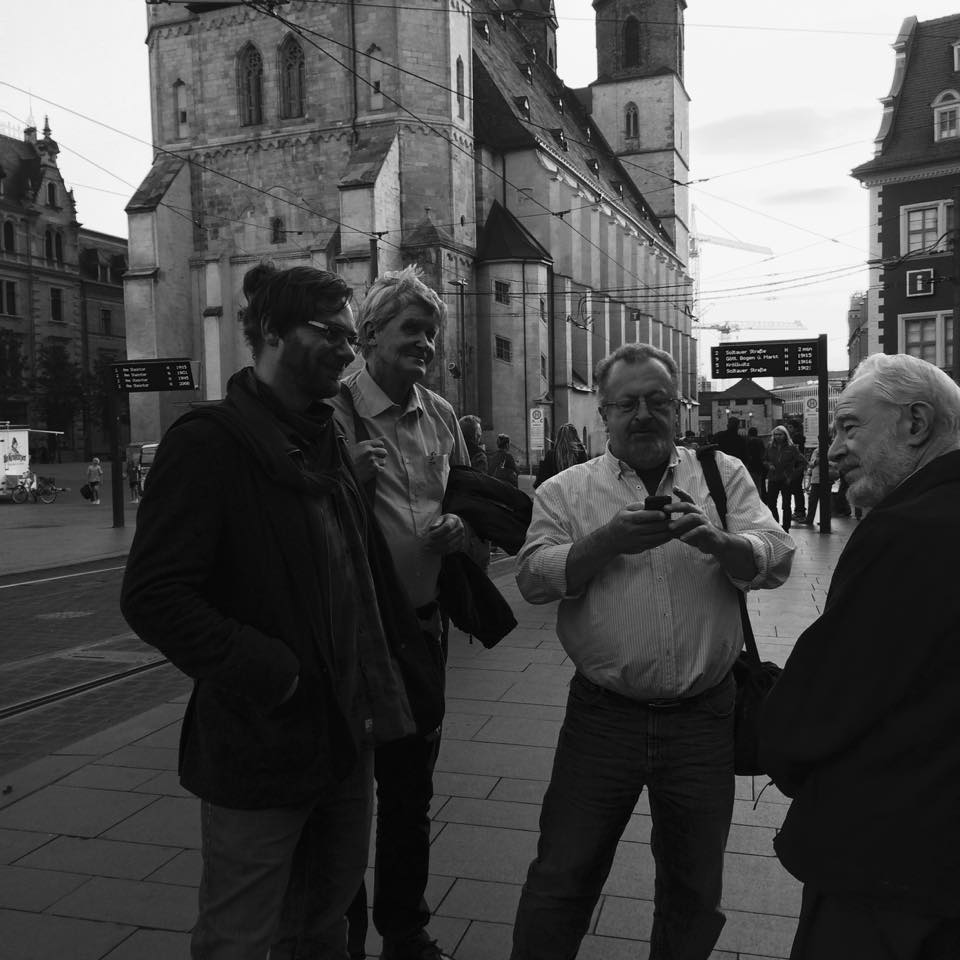
Aleksandar Bošković avec (de gauche à droite) Immo Eulenberger, Robin Palmer et Herbert S. Lewis, à la suite de la conférence African Political Systems Revisited à Halle, 2015

## Enseignement et recherche
Bošković a édité un volume Other People's Anthropologies: Ethnographic Practice on the Margins (New York et Oxford : Berghahn Books, 2008) Le livre a présenté une contribution importante au domaine en pleine croissance des « anthropologies mondiales », car il traitait de différentes traditions anthropologiques nationales/régionales (notamment russe, néerlandaise, bulgare, kenyane, argentine, turque, camerounaise, japonaise, yougoslave, norvégienne et brésilienne), toutes situées en dehors du soi-disant « centre (ou dominant) » traditions anthropologiques » (anglo-américaines, françaises et allemandes). Cependant, son livre Kratak uvod u antropologiju [Une brève introduction à l'anthropologie], publié fin 2010 par Jesenski i Turk à Zagreb (Croatie), est plus connu en serbo-croate (et dans l'ex-Yougoslavie). L'édition serbe du livre a été publiée en avril 2010, sur la base d'une série de conférences données au Centre culturel Rex. En 2014, il a publié un livre en Serbie sur les perspectives anthropologiques
À la suite de sa longue collaboration avec l'Institut Max Planck d'anthropologie sociale, Aleksandar Bošković a également co-édité un volume sur le développement des anthropologies/ethnologies en Europe du Sud-Est entre 1945 et 1991, avec Chris Hann, dans auquel il a également contribué un post-scriptum. Avec Günther Schlee, il a également organisé une conférence commémorant les 75 ans de la publication du livre fondateur African Political Systems. Le volume a été publié par Berghahn Books en 2022.
Début 2020, il a commencé des recherches sur la manière dont les individus objectivent les faits sociaux, en s'appuyant sur les recherches du psychanalyste écossais Ronald Fairbairn (1889-1964). La recherche a donné l’occasion de lancer une autre ligne de recherche sur la rationalité du comportement humain et les choix que les gens font. Il s’agit d’une recherche en cours.

## Conférences et séminaires invités
Depuis 1986, Aleksandar a donné plus de 270 conférences ou séminaires et six cours de courte durée dans 27 pays. Il a donné ces conférences et séminaires, entre autres, à l'Université d'Oslo, à l'Université de Bergen, au Goldsmiths College, à l'Université Vanderbilt, au College of William and Mary, à l'Université de Cambridge, à l'Université de St. Andrews, à l'Université Ben Gourion du Néguev, Université hébraïque de Jérusalem (École de philosophie et de religions) et Université de Hambourg. Il a aussi parlé sur la rationalité (tant au congrès de l'IUAES à Manchester en 2013 qu'à l'inter-congrès de Chiba, au Japon en 2014), l'identité (la réunion de la Société ethnologique croate à Zagreb en 2013), Giambattista Vico (à la Conférence décennale de l'ASA à Édimbourg, 2014), l'ethnicité (au séminaire de maîtrise de l'Université de Leipzig, 2014) et l'anthropologie à Belgrade (à l'Institut d'anthropologie sociale de l'Université Wilhelms de Münster (Allemagne). ), en 2014). Fin avril 2017, Bošković a enseigné au Département d'anthropologie sociale de l'Université Panteion d'Athènes, dans le cadre de l'échange ERASMUS.
Il a présenté un séminaire sur Edvard Munch au  l'Université de Leyde.
Durant 2018, Bošković a donné deux conférences sur La signification des mythes mayas (sans rapport avec l'article de 1989), au King's College d'Aberdeen et à l'Université d'Édimbourg, ainsi qu'une conférence sur l'anthropologie et la psychanalyse, à l'école. de l'éducation. Début juin 2018, il a donné une conférence sur les mythes et la politique mayas classiques lors de la 12e Conférence internationale annuelle sur la mythologie comparée à l'Université du Tohoku à Sendai, au Japon. Il poursuit son association avec l'IACM, devenant membre du conseil d'administration en 2020. En juin 2022, la 15e conférence de l'Association internationale de mythologie comparée (IACM) s'est tenue à Belgrade et Viminacium, à l'Institut d'archéologie.

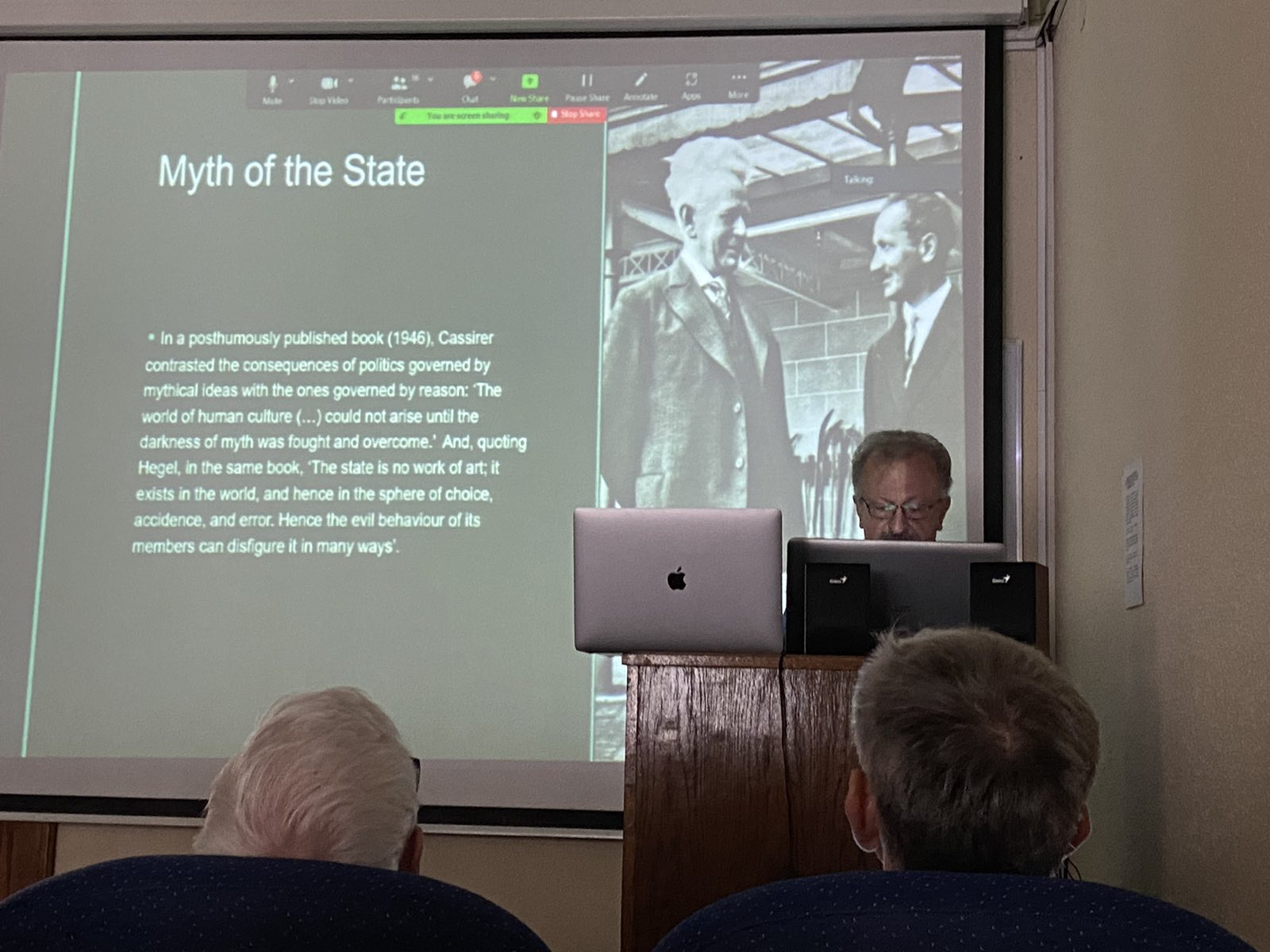
Présentation à la 15ème conférence de l'IACM en 2022

En mars et avril 2022, Bošković a enseigné un cours en tant que professeur invité à l'Institut d'ethnologie et d'anthropologie culturelle de l'université Jagellonne de Cracovie, en Pologne. Il est revenu au même endroit en octobre 2024 pour commencer un nouveau projet de recherche sur les « anthropologies du monde », axé cette fois sur des chercheurs polonais.
Le 15 décembre 2022, il a fait une présentation sur l'influence de Smith sur Émile Durkheim dans le cadre du Séminaire sur la « révélation » de Durkheim année 3 (2022/2023), organisé par Matthieu Béra, Césor/EHESS (Université de Bordeaux).
Il est également présent dans les médias du sud-est de l'Europe - plus récemment, lors d'une interview télévisée diffusée sur la chaîne N1 basée à Belgrade.